# Alberto Belsúe
Alberto Belsúe Arias (ur. 2 marca 1968 w Saragossie) – piłkarz hiszpański, grający na pozycji prawego obrońcy.

## Kariera klubowa
Belsúe wychował się w klubie San Roque Casablanca, następnie w 1986 trafił do Endesa CF z aragońskiego miasta Andorra. W 1988 roku został piłkarzem pierwszoligowego Realu Saragossa. W jego barwach zadebiutował 19 lutego 1989 w wygranym 2:1 wyjazdowym spotkaniu ze Sportingiem Gijón i od czasu debiutu stał się podstawowym zawodnikiem w składzie Realu. 25 czerwca w ostatniej kolejce ligowej zdobył swojego pierwszego gola, a Real pokonał 3:1 zespół Elche CF. W lidze zajął z klubem z Saragossy 6. miejsce, ale w kolejnych dwóch sezonach zespół grał słabiej i m.in. w sezonie 1990/1991 bronił się przed spadkiem do Segunda División. W 1992 roku znów zajął 6. pozycję, a w 1993 roku awansował do finału Pucharu Hiszpanii, jednak przegrał w nim 0:2 z Realem Madryt. W 1994 roku Alberto wraz z partnerami z boiska zdobył ten puchar (wygrana po serii rzutów karnych z Celtą Vigo), a w La Liga zajął wysokie 3. miejsce. W sezonie 1994/1995 osiągnął z Saragossą największy sukces w historii klubu. Jego zespół pokonał w kolejnych rundach rumuńską Glorię Bystrzyca, słowacki Tatran Preszów, holenderski Feyenoord oraz angielską Chelsea F.C. W finale natomiast spotkał się z innym zespołem z Anglii, Arsenalem i wygrał 2:1 po dogrywce, zdobywając zwycięskiego gola w 120. minucie meczu. Od tamtego czasu Real nie osiągnął większych sukcesów, a Belsúe występował w nim do końca 1998 roku. Dla Saragossy zagrał 276 razy i strzelił 7 goli.
Po rozegraniu jednego meczu w rundzie jesiennej sezonu 1998/1999, na wiosnę Belsúe przeszedł do zespołu Deportivo Alavés, dla którego swój pierwszy mecz rozegrał 10 stycznia, a Deportivo zremisowało w nim 1:1 z Espanyolem. W zespole Alavés Alberto grał w pierwszym składzie i pomógł w utrzymaniu w lidze. W kolejnym sezonie grał w drużynie CD Numancia (debiut: 19 września 1999 w zremisowanym 1:1 meczu z Athletic Bilbao) i także uniknął degradacji do Segunda División. W 2000 roku został piłkarzem greckiego Iraklisu Saloniki, ale po rozegraniu 7 spotkań w lidze greckiej zakończył karierę.

## Kariera reprezentacyjna
W reprezentacji Hiszpanii Belsúe zadebiutował 16 listopada 1994 roku w wygranym 3:0 domowym spotkaniu z Danią, rozegranym w ramach eliminacji do Mistrzostw Europy w Anglii. W 1996 roku został powołany przez Javiera Clemente do kadry na ten turniej. Tam wystąpił we dwóch spotkaniach: grupowym zremisowanym 1:1 z Bułgarią i w ćwierćfinałowym z Anglią (0:0, karne 2:4). W kadrze narodowej wystąpił łącznie w 17 spotkaniach (grał do 1996).